# سهو مطلق
سهو مطلق المطيري لاعب كرة قدم سعودي.
لعب سابقاً في نادي الباطن ونادي القيصومة ونادي الوطني.

## روابط خارجية
- سهو مطلق على موقع Soccerway.com (الإنجليزية)
- سهو مطلق على موقع كووورة